# Hidrogen molecular protonat
Hidrogen molecular protonat o catió trihidrogen, expressat com H+
3, és un dels ions més abundants a l'univers. És estable en el medi interestel·lar (ISM) degut a la baixa temperatura i baixa densitat de l'espai interestel·lar. El paper que juga el H+
3 en la química gas-fase de l'ISM no té paral·lel en cap altre ió molecular. Aquest catió també és la molècula triatòmica més simple, donat que els seus dos electrons són els únics electrons de valència en aquest sistema.

## Història
H+
3 va ser descobert per J. J. Thomson el 1911. Quan estudiava les descàrrregues de plasma.
La via de formació va ser descoberta per Hogness & Lunn el 1925.
El 1961, Martin et al. van suggerir que el H+
3 podia estar present en l'espai interestel·lar. Això va conduir al suggeriment de Watson i Herbst & Klemperer el 1973 que H+
3 és responsable de la formació de molts dels ions moleculars observats.
No va ser fins 1980 quan el primer espectre de H+
3 va ser observat per Takeshi Oka, que era de la banda fonamental ν ₂ utilitzant una tècnica anomenada detecció per modulació de freqüència. Això va començar la recerca del H+
3 interestel·lar. La línia d'emissió es va detectar a finals de la dècada de 1980 i a principis de la dècada de 1990 a la ionosfera de Júpiter, Saturn, i Urà.
El 1996, el H+
3 va ser finalment detectat en el medi interestel·lar per Geballe & Oka en dos núvols interestel·lars moleculars en el visible GL2136 i W33A.

## Estructura

Estructura del H_{3}^{+}

Diagrama MO del catió trihidrogen

. Aquesta molècula té una estructura de ressonància que representa un enllaç de tres centres i de dos electrons. La força del vincle s'ha calculat que és del voltant de 4,5 eV (104 kcal/mol). Aquesta molècula és un bon exemple que il·lustra la importància de la deslocalització de parells d'electrons que contribueix a l'estabilitat de les molècules.

## Formació
La via principal de la producció de H+
3 és per la reacció del catió dihidrogen (H+
2) i H₂.
H+
2 + H₂ → H+
3 + H
La concentració de H+
2 és el que limita la velocitat d'aquesta reacció. El H+
2 només es pot produir en l'espai interestel·lar mitjançant la ionització de H₂ per un raig còsmic
H₂ + cosmic ray → H+
2 + e− + raig còsmic

## Destrucció
Segons Eric Herbst. Hi ha moltes reaccions que destrueixen el H+
3. La via de destrucció dominant en núvols estel·lars densos és per transferència de protó ambcol·lisió neutra amb CO.
H+
3 + CO → HCO+ + H₂
El producte significatiu d'aquesta reacció és el HCO+. El H+
3 també pot reaccionaramb oxigen atòmic per formarOH+ i H₂.
H+
3 + O → OH+ + H₂
El OH+ alehores normalment reacciona amb més H₂ per crear molècules hidrogenades.
OH+ + H₂ → OH+
2 + H
OH+
2 + H₂ → OH+
3 + H